# Ligonia
Ligonia là một chi bướm đêm thuộc họ Geometridae.